# Jean de Pourtales
Jean de Pourtales (ur. 19 sierpnia 1965 roku w Neuilly-sur-Seine) – francuski kierowca wyścigowy.

## Kariera
De Pourtales rozpoczął karierę w międzynarodowych wyścigach samochodowych w 1998 roku od startów w Brytyjskiej Formule Renault. Z dorobkiem96 punktów został sklasyfikowany na dziesiątej pozycji w klasyfikacji generalnej. W późniejszych latach Francuz pojawiał się także w stawce Europejskiego Pucharu Formuły Renault, Włoskiej Formuły 3000, Włoskiej Formuły Renault, Euro 3000, 3000 Pro Series, F3000 International Masters, 24-godzinnego wyścigu Le Mans oraz Le Mans Series,

## Wyniki w 24h Le Mans
| Rok  | Zespół                    | Partnerzy                    | Samochód          | Klasa | Okr. | Poz. | Klasa Pos. |
| ---- | ------------------------- | ---------------------------- | ----------------- | ----- | ---- | ---- | ---------- |
| 2007 | Kruse Motorsport          | Tony Burgess Norbert Siedler | Pescarolo 01-Judd | LMP2  | 98   | NU   | NU         |
| 2008 | Kruse Schiller Motorsport | Hideki Noda Allan Simonsen   | Lola B05/40-Mazda | LMP2  | 147  | NU   | NU         |
| 2009 | Kruse Schiller Motorsport | Hideki Noda Matthew Marsh    | Lola B07/46-Mazda | LMP2  | 261  | NU   | NU         |
| 2010 | Kruse Schiller Motorsport | Hideki Noda Jonathan Kennard | Lola B07/40-Judd  | LMP2  | 291  | 26   | 10         |